# Corethrella wirthi
Corethrella wirthi  (лат.) — вид двукрылых из семейства Corethrellidae.

## Описание
Наличник квадратной формы. Крылья тёмной полосой в средней части. Грудь тёмно-коричневая. Жужжальца светлые. Вершинные части первых трёх члеников лапок с толстыми щетинками. У самцов коготки на лапках передних ногах разного размера, а на коготки на средних ногах одинаковы. У самок коготки на лапках всех ног одинаковы.

## Экология
Самки пьют кровь лягушек рода Hyla. Фактором привлечения являются звуковые сигналы самцов лягушек. Их также привлекают звуки, издаваемые сверчком Scapteriscus acletus. Большинство особей завершают откладку яиц через 3-5 суток после кровососания. Эмбриональное развитие продолжается 2-4 суток. Продолжительность развития личинок от 13 до 24 суток. Выход имаго из куколки происходит через 3-5 дней после окукливания. Общая продолжительность жизненного цикла оценивается в 28 суток. Вид является переносчиком трипаносомоза лягушек.

## Распространение
Вид встречается в США от штата Нью-Йорк  и Мэриленд на севере до Флориды на юге.